# Hellas Verona Football Club 2025-2026
Questa voce raccoglie le informazioni riguardanti l'Hellas Verona Football Club nelle competizioni ufficiali della stagione 2025-2026.

## Divise e sponsor
Viene confermato il fornitore di materiale, Joma. Il main sponsor è Aircash, il back sponsor è Vetrocar mentre lo sleeve sponsor è Drivalia.
La divisa casalinga è completamente blu con "ascelle", parte del girocollo e "pennellate" gialle, con decorazioni blu in rilievo. Quella da trasferta è completamente gialla, con girocollo e polsi blu, ha lo stemma con i mastini nel rombo (apparso anche nella divisa casalinga della stagione precedente e la terza del 2023-2024) ed è ispirata a una alternativa della stagione 1985-1986 (con righe orizzontali a due sfumature di giallo), indossata due volte.
| Casa | Trasferta |

## Rosa
| N. |                        | Ruolo | Calciatore        |
| -- | ---------------------- | ----- | ----------------- |
| 1  | Italia (bandiera)      | P     | Lorenzo Montipò   |
| 2  | Inghilterra (bandiera) | D     | Daniel Oyegoke    |
| 3  | Danimarca (bandiera)   | D     | Martin Frese      |
| 4  | Spagna (bandiera)      | C     | Yellu Santiago    |
| 5  | Spagna (bandiera)      | D     | Unai Núñez        |
| 6  | Argentina (bandiera)   | D     | Nicolás Valentini |
| 8  | Germania (bandiera)    | C     | Suat Serdar       |
| 9  | Svezia (bandiera)      | A     | Amin Sarr         |
| 10 | Slovacchia (bandiera)  | C     | Tomáš Suslov      |
| 12 | Croazia (bandiera)     | D     | Domagoj Bradarić  |
| 14 | Capo Verde (bandiera)  | A     | Dailon Livramento |
| 17 | Brasile (bandiera)     | A     | Giovane           |
| 18 | Brasile (bandiera)     | C     | Charlys           |
| 19 | Danimarca (bandiera)   | C     | Tobias Slotsager  |
| 20 | Cipro (bandiera)       | C     | Grīgorīs Kastanos |

| N. |                           | Ruolo | Calciatore       |
| -- | ------------------------- | ----- | ---------------- |
| 21 | Marocco (bandiera)        | C     | Abdou Harroui    |
| 22 | Albania (bandiera)        | D     | Adi Kurti        |
| 23 | Camerun (bandiera)        | D     | Enzo Ebosse      |
| 24 | Francia (bandiera)        | C     | Antoine Bernède  |
| 25 | Colombia (bandiera)       | A     | Daniel Mosquera  |
| 34 | Italia (bandiera)         | P     | Simone Perilli   |
| 36 | Senegal (bandiera)        | C     | Cheikh Niasse    |
| 39 | Francia (bandiera)        | A     | Mathis Lambourde |
| 70 | Gambia (bandiera)         | D     | Fallou Cham      |
| 72 | Costa d'Avorio (bandiera) | A     | Junior Ajayi     |
| 80 | Serbia (bandiera)         | A     | Stefan Mitrović  |
| 98 | Italia (bandiera)         | P     | Federico Magro   |
|    | Algeria (bandiera)        | D     | Rafik Belghali   |
|    | Paesi Bassi (bandiera)    | A     | Jayden Braaf     |
|    | Italia (bandiera)         | A     | Kevin Lasagna    |

## Calciomercato

### Sessione estiva
| Acquisti         | Acquisti          | Acquisti        | Acquisti                         |
| R.               | Nome              | da              | Modalità                         |
| ---------------- | ----------------- | --------------- | -------------------------------- |
| D                | Rafik Belghali    | Malines         | definitivo                       |
| D                | Enzo Ebosse       | Udinese         | prestito con obbligo di riscatto |
| D                | Unai Núñez        | Celta Vigo      | prestito con opzione di riscatto |
| C                | Yellu Santiago    | Getafe          | svincolato                       |
| A                | Giovane           | Corinthians     | svincolato                       |
| Altre operazioni |                   |                 |                                  |
| R.               | Nome              | da              | Modalità                         |
| D                | Domagoj Bradarić  | Salernitana     | definitivo                       |
| D                | Koray Günter      | Göztepe         | fine prestito                    |
| D                | Adi Kurti         | Empoli          | definitivo                       |
| D                | Nicolás Valentini | Fiorentina      | prestito con opzione di riscatto |
| C                | Antoine Bernède   | Losanna         | riscatto prestito                |
| C                | Charlys           | Cosenza         | fine prestito                    |
| C                | Grīgorīs Kastanos | Salernitana     | riscatto prestito                |
| C                | Cheikh Niasse     | Young Boys      | riscatto prestito                |
| C                | Mateusz Praszelik | Südtirol        | fine prestito                    |
| A                | Jayden Braaf      | Salernitana     | fine prestito                    |
| A                | Juan Manuel Cruz  | Cosenza         | fine prestito                    |
| A                | Thomas Henry      | Palermo         | fine prestito                    |
| A                | Yayah Kallon      | Salernitana     | fine prestito                    |
| A                | Kevin Lasagna     | Bari            | fine prestito                    |
| A                | Stefan Mitrović   | OH Lovanio      | fine prestito                    |
| A                | Amin Sarr         | Olympique Lione | riscatto prestito                |
| A                | Elayis Tavşan     | Cesena          | fine prestito                    |

| Cessioni         | Cessioni           | Cessioni        | Cessioni                         |
| R.               | Nome               | a               | Modalità                         |
| ---------------- | ------------------ | --------------- | -------------------------------- |
| P                | Alessandro Berardi | -               | svincolato                       |
| D                | Diego Coppola      | Brighton        | definitivo                       |
| D                | Flavius Daniliuc   | Salernitana     | fine prestito                    |
| D                | Paweł Dawidowicz   | Al-Hazem        | svincolato                       |
| D                | Davide Faraoni     | -               | svincolato                       |
| D                | Daniele Ghilardi   | Roma            | prestito con obbligo di riscatto |
| D                | Jackson Tchatchoua | Wolverhampton   | definitivo (12,5 milioni €)      |
| C                | Ondrej Duda        | Al-Ettifaq      | svincolato                       |
| C                | Darko Lazović      | -               | svincolato                       |
| A                | Casper Tengstedt   | Benfica         | fine prestito                    |
| Altre operazioni |                    |                 |                                  |
| R.               | Nome               | a               | Modalità                         |
| D                | Domagoj Bradarić   | Salernitana     | fine prestito                    |
| D                | Nicolò Calabrese   | Carrarese       | prestito                         |
| D                | Koray Günter       | -               | svincolato                       |
| D                | Karlson Nwanege    | Perugia         | prestito                         |
| D                | Luan Patrick       | Estrela Amadora | definitivo                       |
| D                | Yllan Okou         | Bastia          | fine prestito                    |
| D                | Nicolás Valentini  | Fiorentina      | fine prestito                    |
| C                | Mateusz Praszelik  | KS Cracovia     | definitivo                       |
| A                | Richi Agbonifo     | Inter           | definitivo                       |
| A                | Alphadjo Cissè     | Catanzaro       | prestito                         |
| A                | Juan Manuel Cruz   | Trento          | prestito                         |
| A                | Thomas Henry       | Standard Liegi  | rescissione consensuale          |
| A                | Yayah Kallon       | Casertana       | definitivo                       |
| A                | Elayis Tavşan      | Reggiana        | prestito                         |

## Risultati

### Serie A

#### Girone di andata
| Udine 25 agosto 2025, ore 18:30 CEST 1ª giornata | Udinese | – | Verona | Stadio Friuli |

| Roma 31 agosto 2025, ore 20:45 CEST 2ª giornata | Lazio | – | Verona | Stadio Olimpico |

| Verona 15 settembre 2025, ore 18:30 CEST 3ª giornata | Verona | – | Cremonese | Stadio Marcantonio Bentegodi |

| Verona 21 settembre 2025, ore 15:00 CEST 4ª giornata | Verona | – | Juventus | Stadio Marcantonio Bentegodi |

| Roma 28 settembre 2025, ore 15:00 CEST 5ª giornata | Roma | – | Verona | Stadio Olimpico |

| Verona 5 ottobre 2025, ore 15:00 CEST 6ª giornata | Verona | – | Sassuolo | Stadio Marcantonio Bentegodi |

| Pisa 19 ottobre 2025, ore 15:00 CEST 7ª giornata | Pisa | – | Verona | Stadio Arena Garibaldi-Romeo Anconetani |

| Verona 26 ottobre 2025, ore 15:00 CET 8ª giornata | Verona | – | Cagliari | Stadio Marcantonio Bentegodi |

| Como 29 ottobre 2025, ore 15:00 CET 9ª giornata | Como | – | Verona | Stadio Giuseppe Sinigaglia |

| Verona 2 novembre 2025, ore 15:00 CET 10ª giornata | Verona | – | Inter | Stadio Marcantonio Bentegodi |

| Lecce 9 novembre 2025, ore 15:00 CET 11ª giornata | Lecce | – | Verona | Stadio Via del mare |

| Verona 23 novembre 2025, ore 15:00 CET 12ª giornata | Verona | – | Parma | Stadio Marcantonio Bentegodi |

| Genova 30 novembre 2025, ore 15:00 CET 13ª giornata | Genoa | – | Verona | Stadio Luigi Ferraris |

| Verona 7 dicembre 2025, ore 15:00 CET 14ª giornata | Verona | – | Atalanta | Stadio Marcantonio Bentegodi |

| Firenze 14 dicembre 2025, ore 15:00 CET 15ª giornata | Fiorentina | – | Verona | Stadio Artemio Franchi |

| Verona 21 dicembre 2025, ore 15:00 CET 16ª giornata | Verona | – | Bologna | Stadio Marcantonio Bentegodi |

| Milano 28 dicembre 2025, ore 15:00 CET 17ª giornata | Milan | – | Verona | Stadio Giuseppe Meazza |

| Verona 3 gennaio 2026, ore 15:00 CET 18ª giornata | Verona | – | Torino | Stadio Marcantonio Bentegodi |

| Napoli 6 gennaio 2026, ore 15:00 CET 19ª giornata | Napoli | – | Verona | Stadio Diego Armando Maradona |

#### Girone di ritorno
| Verona 11 gennaio 2026, ore 15:00 CET 20ª giornata | Verona | – | Lazio | Stadio Marcantonio Bentegodi |

| Cremona 18 gennaio 2026, ore 15:00 CET 21ª giornata | Cremonese | – | Verona | Stadio Giovanni Zini |

| Verona 25 gennaio 2026, ore 15:00 CET 22ª giornata | Verona | – | Udinese | Stadio Marcantonio Bentegodi |

| Cagliari 1° febbraio 2026, ore 15:00 CET 23ª giornata | Cagliari | – | Verona | Unipol Domus |

| Verona 8 febbraio 2026, ore 15:00 CET 24ª giornata | Verona | – | Pisa | Stadio Marcantonio Bentegodi |

| Parma 15 febbraio 2026, ore 15:00 CET 25ª giornata | Parma | – | Verona | Stadio Ennio Tardini |

| Reggio Emilia 22 febbraio 2026, ore 15:00 CET 26ª giornata | Sassuolo | – | Verona | Mapei Stadium - Città del Tricolore |

| Verona 1° marzo 2026, ore 15:00 CET 27ª giornata | Verona | – | Napoli | Stadio Marcantonio Bentegodi |

| Bologna 8 marzo 2026, ore 15:00 CET 28ª giornata | Bologna | – | Verona | Stadio Renato Dall'Ara |

| Verona 15 marzo 2026, ore 15:00 CET 29ª giornata | Verona | – | Genoa | Stadio Marcantonio Bentegodi |

| Bergamo 22 marzo 2026, ore 15:00 CET 30ª giornata | Atalanta | – | Verona | Gewiss Stadium |

| Verona 4 aprile 2026, ore 15:00 CEST 31ª giornata | Verona | – | Fiorentina | Stadio Marcantonio Bentegodi |

| Torino 12 aprile 2026, ore 15:00 CEST 32ª giornata | Torino | – | Verona | Stadio Olimpico Grande Torino |

| Verona 19 aprile 2026, ore 15:00 CEST 33ª giornata | Verona | – | Milan | Stadio Marcantonio Bentegodi |

| Verona 26 aprile 2026, ore 15:00 CEST 34ª giornata | Verona | – | Lecce | Stadio Marcantonio Bentegodi |

| Torino 3 maggio 2026, ore 15:00 CEST 35ª giornata | Juventus | – | Verona | Allianz Stadium |

| Verona 10 maggio 2026, ore 15:00 CEST 36ª giornata | Verona | – | Como | Stadio Marcantonio Bentegodi |

| Milano 17 maggio 2026, ore 15:00 CEST 37ª giornata | Inter | – | Verona | Stadio Giuseppe Meazza |

| Verona 24 maggio 2026, ore 15:00 CEST 38ª giornata | Verona | – | Roma | Stadio Marcantonio Bentegodi |

### Coppa Italia

#### Turni eliminatori
| Arbitro: | Massimi (Termoli) |

|                                    |                      |                                       |
| Sainz-Maza 90+1’                   | Marcatori            | 55’ Bradarić                          |
| Cretella Russo Faggioli Sainz-Maza | Tiri di rigore 2 – 4 | Kastanos Sarr Livramento Yellu Serdar |

| Verona 24 settembre 2025 Sedicesimi | Verona | – | Venezia | Stadio Marcantonio Bentegodi |

## Statistiche
Statistiche aggiornate al 18 agosto 2025.

### Statistiche di squadra
| Competizione | Punti | In casa | In casa | In casa | In casa | In casa | In casa | In trasferta | In trasferta | In trasferta | In trasferta | In trasferta | In trasferta | Totale | Totale | Totale | Totale | Totale | Totale | DR |
| Competizione | Punti | G       | V       | N       | P       | Gf      | Gs      | G            | V            | N            | P            | Gf           | Gs           | G      | V      | N      | P      | Gf     | Gs     | DR |
| ------------ | ----- | ------- | ------- | ------- | ------- | ------- | ------- | ------------ | ------------ | ------------ | ------------ | ------------ | ------------ | ------ | ------ | ------ | ------ | ------ | ------ | -- |
| Serie A      | -     | -       | -       | -       | -       | -       | -       | -            | -            | -            | -            | -            | -            | -      | -      | -      | -      | -      | -      | -  |
| Coppa Italia | -     | -       | -       | -       | -       | -       | -       | 1            | 0            | 1            | 0            | 1            | 1            | 1      | 0      | 1      | 0      | 1      | 1      | 0  |
| Totale       | -     | -       | -       | -       | -       | -       | -       | 1            | 0            | 1            | 0            | 1            | 1            | 1      | 0      | 1      | 0      | 1      | 1      | 0  |

### Andamento in campionato
| Giornata  | 1 | 2 | 3 | 4 | 5 | 6 | 7 | 8 | 9 | 10 | 11 | 12 | 13 | 14 | 15 | 16 | 17 | 18 | 19 | 20 | 21 | 22 | 23 | 24 | 25 | 26 | 27 | 28 | 29 | 30 | 31 | 32 | 33 | 34 | 35 | 36 | 37 | 38 |
| --------- | - | - | - | - | - | - | - | - | - | -- | -- | -- | -- | -- | -- | -- | -- | -- | -- | -- | -- | -- | -- | -- | -- | -- | -- | -- | -- | -- | -- | -- | -- | -- | -- | -- | -- | -- |
| Luogo     | T | T | C | C | T | C | T | C | T | C  | T  | C  | T  | C  | T  | C  | T  | C  | T  | C  | T  | C  | T  | C  | T  | T  | C  | T  | C  | T  | C  | T  | C  | C  | T  | C  | T  | C  |
| Risultato |   |   |   |   |   |   |   |   |   |    |    |    |    |    |    |    |    |    |    |    |    |    |    |    |    |    |    |    |    |    |    |    |    |    |    |    |    |    |
| Posizione |   |   |   |   |   |   |   |   |   |    |    |    |    |    |    |    |    |    |    |    |    |    |    |    |    |    |    |    |    |    |    |    |    |    |    |    |    |    |

Fonte:  Serie A – Classifica, su legaseriea.it.
Legenda:

Luogo: C = Casa; T = Trasferta. Risultato: V = Vittoria; N = Pareggio; P = Sconfitta.

### Statistiche dei giocatori
Sono in corsivo i calciatori che hanno lasciato la società a stagione in corso.
| Giocatore     | Serie A  | Serie A | Serie A     | Serie A    | Coppa Italia | Coppa Italia | Coppa Italia | Coppa Italia | Totale   | Totale | Totale      | Totale     |
| Giocatore     | Presenze | Reti    | Ammonizioni | Espulsioni | Presenze     | Reti         | Ammonizioni  | Espulsioni   | Presenze | Reti   | Ammonizioni | Espulsioni |
| ------------- | -------- | ------- | ----------- | ---------- | ------------ | ------------ | ------------ | ------------ | -------- | ------ | ----------- | ---------- |
| J. Ajayi      | -        | -       | -           | -          | 0            | 0            | 0            | 0            | 0        | 0      | 0           | 0          |
| R. Belghali   | -        | -       | -           | -          | -            | -            | -            | -            | -        | -      | -           | -          |
| A. Bernède    | -        | -       | -           | -          | 1            | 0            | 0            | 0            | 1        | 0      | 0           | 0          |
| J. Braaf      | -        | -       | -           | -          | -            | -            | -            | -            | -        | -      | -           | -          |
| D. Bradarić   | -        | -       | -           | -          | 1            | 1            | 0            | 0            | 1        | 1      | 0           | 0          |
| F. Cham       | -        | -       | -           | -          | 1            | 0            | 0            | 0            | 1        | 0      | 0           | 0          |
| Charlys       | -        | -       | -           | -          | 0            | 0            | 0            | 0            | 0        | 0      | 0           | 0          |
| E. Ebosse     | -        | -       | -           | -          | -            | -            | -            | -            | -        | -      | -           | -          |
| M. Frese      | -        | -       | -           | -          | 1            | 0            | 1            | 0            | 1        | 0      | 1           | 0          |
| Giovane       | -        | -       | -           | -          | 1            | 0            | 0            | 0            | 1        | 0      | 0           | 0          |
| A. Harroui    | -        | -       | -           | -          | 0            | 0            | 0            | 0            | 0        | 0      | 0           | 0          |
| G. Kastanos   | -        | -       | -           | -          | 1            | 0            | 0            | 0            | 1        | 0      | 0           | 0          |
| A. Kurti      | -        | -       | -           | -          | 0            | 0            | 0            | 0            | 0        | 0      | 0           | 0          |
| M. Lambourde  | -        | -       | -           | -          | 0            | 0            | 0            | 0            | 0        | 0      | 0           | 0          |
| K. Lasagna    | -        | -       | -           | -          | -            | -            | -            | -            | -        | -      | -           | -          |
| D. Livramento | -        | -       | -           | -          | 1            | 0            | 0            | 0            | 1        | 0      | 0           | 0          |
| F. Magro      | -        | -       | -           | -          | 0            | 0            | 0            | 0            | 0        | 0      | 0           | 0          |
| S. Mitrović   | -        | -       | -           | -          | 0            | 0            | 0            | 0            | 0        | 0      | 0           | 0          |
| L. Montipò    | -        | -       | -           | -          | 1            | -1           | 0            | 0            | 1        | -1     | 0           | 0          |
| D. Mosquera   | -        | -       | -           | -          | 1            | 0            | 0            | 0            | 1        | 0      | 0           | 0          |
| C. Niasse     | -        | -       | -           | -          | 1            | 0            | 0            | 0            | 1        | 0      | 0           | 0          |
| U. Núñez      | -        | -       | -           | -          | 1            | 0            | 0            | 0            | 1        | 0      | 0           | 0          |
| D. Oyegoke    | -        | -       | -           | -          | 1            | 0            | 0            | 0            | 1        | 0      | 0           | 0          |
| S. Perilli    | -        | -       | -           | -          | 0            | 0            | 0            | 0            | 0        | 0      | 0           | 0          |
| A. Sarr       | -        | -       | -           | -          | 1            | 0            | 0            | 0            | 1        | 0      | 0           | 0          |
| S. Serdar     | -        | -       | -           | -          | 1            | 0            | 1            | 0            | 1        | 0      | 1           | 0          |
| T. Slotsager  | -        | -       | -           | -          | 0            | 0            | 0            | 0            | 0        | 0      | 0           | 0          |
| T. Suslov     | -        | -       | -           | -          | -            | -            | -            | -            | -        | -      | -           | -          |
| N. Valentini  | -        | -       | -           | -          | 1            | 0            | 0            | 0            | 1        | 0      | 0           | 0          |
| S. Yellu      | -        | -       | -           | -          | 1            | 0            | 0            | 0            | 1        | 0      | 0           | 0          |